# Онапов, Яков Наумович
 Яков Наумович Онапов  (1859—1892) — врач, невролог, невропатолог.

## Биография
Родился в 1859 году в Таганроге, в достаточной армянской семье.
По окончании курса в Таганрогской гимназии Онапов в конце 1870-х годов поступил на естественный факультет С.-Петербургского университета. Выдержав полукурсовое испытание, Онапов покинул Петербургский университет, уехал в Париж, где и записался в число студентов медицинского факультета. С самого начала курса в Парижском университете, Я. Н. Онапов заявил себя очень способным трудолюбивым работником и обратил на себя внимание профессоров. По окончании курса он продолжал заниматься в клинике профессора Шарко, избрав специальностью нервные болезни. В этой области он работал с большой любовью и редким знанием дела. Этим, а также личными своими качествами, как честный, самоотверженный человек, он быстро снискал себе любовь самого Шарко и всей его клиники. Несколько статей его по нервным болезням, помещенных в парижских медицинских журналах, ещё более упрочили его положение, но Онапов не захотел оставаться в Париже; его тянуло на родину. Летом 1892 года он приехал в Варшаву, чтобы осенью сдать экзамен на звание русского врача.
В это время начались частые заболевания холерой в Люблинской губернии, и Онапов изъявил желание принять участие в борьбе с эпидемией. Ему пришлось работать в посаде Ленчно (Łęczno), среди ужасной обстановки; он успел уже обратить внимание администрации своей самоотверженностью и уменьем обращаться с больными, как вдруг заболел сам холерой же и, несмотря на тщательный уход, скончался на 14-й день.
Я. Н. Онапов был одним из тех скромных тружеников, которые не ищут славы и широкой популярности, но которые высоко ценятся в ученых кругах. Его труды, писанные исключительно на французском языке, заслужили много хороших отзывов. Важнейшие из них: «Sur la myopathie progressive»; Du réflexe bulbo-caverneux"; «Sur la nature des faisceaux neuro-musculaires»; Руководство к распознаванию нервных болезней, составленное им вместе с профессором Blocq’ом (тоже на французском языке) и многие другие.